# 國家社會主義督導軍官
國家社會主義督導軍官（德語：Nationalsozialistischer Führungsoffizier，NSFO）是一個第二次世界大戰期間，德意志國防軍設於部隊內的政治軍官制度，用於對國防軍軍官確保其軍事和領導事務上政治意識形態正確，督導軍官與蘇聯紅軍的政治委員頗為相似，但後者並不常規性的干涉軍事，而是僅管理政治問題。
國家社會主義督導軍官由阿道夫·希特勒於1943年12月22日下令國防軍最高統帥部加以成立，由納粹派陸軍上將赫爾曼·賴內克（Hermann Reinecke）負責管轄該機關。1944年結束時，國防軍中共有47,000名兼職和1,100名全職的督導軍官。